# Žijeme TUhnice
Žijeme TUhnice z.s. je sdružení aktivních občanů v Karlových Varech, městské části Tuhnice. Jeho cílem je oživení této městské části, sdružování jejích obyvatel, připomínání historie místa a k tomu provozování příslušné osvětové a vzdělávací činnosti.

## Založení
Spolek byl založen 26. února 2016. Předsedou se stal magistr Lukáš Květoň.

## Účel
Hlavním účelem spolku působícím v karlovarské městské části Tuhnice je ochrana přírody a krajiny, dále pak ochrana památek, kulturních hodnot a krajinného rázu urbanizované krajiny, ochrana urbanistických hodnot a péče o vyvážený rozvoj tohoto území, informační a osvětová činnost, ochrana zeleně, ochrana životního prostředí, posilování sounáležitosti s místní komunitou, komunitní setkávání tuhnických občanů, sdružování s cílem oživení místa a zlepšení stavu socio-kulturního vyžití.
Mezi realizované akce patří např. podíl na přeměně nevyužívané části výměníku tepla v Tuhnicích na nové kulturní centrum, tzv. Dizajnpark.
Další realizovanou akcí bylo zvelebení okolí více než stoleté vrby u železničního depa v Tuhnicích. K tomu byly využity finanční prostředky získané za cenění vrby v anketě strom roku.
Spolek ve spolupráci s pražským Post Bellum dokončil výstavu sedmi českých, židovských a německých současných pamětníků z Karlových Varů s výtvarně výjimečnými portréty.
Spolek se rovněž podílí na přiblížení historie Tuhnic mladším generacím projektem „Odsunutí rodáci z Karlovarska vypráví“, jehož výsledkem je několik dokumentárních filmů.
Rovněž se podílel jako pořadatel akce na besedě s ašským rodákem Horstem Adlerem.